# John Stone (religioso)
John Stone (Canterbury, ... – Canterbury, 27 dicembre 1539) è stato un religioso e teologo inglese martirizzato sotto Enrico VIII. È venerato come santo dalla Chiesa cattolica e ricordato come uno dei santi quaranta martiri di Inghilterra e Galles.

## Biografia
Poco è noto della giovinezza e della formazione di John Stone. Nacque presumibilmente a Canterbury e lì entrò nell'ordine degli agostiniani. Stone era dottore in teologia e dopo l'ordinazione fu professore e priore a Droitwich, un duplice ruolo che ricoprì per qualche tempo prima di tornare a Canterbury.
In quanto autorevole professore di teologia, gli inviati del Enrico VIII cercarono di guadagnarsi il sostegno di Stone per dichiarare l'illegittimità del matrimonio del re con Caterina d'Aragona, ma il teologo negò la validità delle argomentazioni e criticò aspramente il divorzio. Quella di Stone rimase una voce critica durante il passaggio del regno dal cattolicesimo all'anglicanesimo, di cui continuò a denunciare l'irregolarità e l'impossibilità di riconoscere al re una superiorità spirituale sul papa. La posizione della comunità degli agostiniani a Canterbury e nel resto dell'Inghilterra si aggravò dopo l'Atto di Supremazia del 1534 e il Treason Act («Atto sui tradimenti»), che incriminava con accuse di alto tradimento chiunque negasse la superiorità della corona sulla chiesa. Il 14 dicembre 1538 il vescovo di Dover Richard Yngworth visitò Canterbury e convocò gli agostiniani per sciogliere l'ordine in quanto re Enrico VIII aveva stabilito la dissoluzione dei monasteri in Inghilterra. Ogni frate fu espulso dall'ordine e dovette firmare due documenti: uno in cui riconosceva il re come capo della chiesa d'Inghilterra e l'altro in cui affermava di aver abbandonato volontariamente l'ordine. Stone fu l'unico dei suoi confratelli a rifiutarsi di firmare.
Stone fu quindi portato a Londra, dove Thomas Cromwell, il Segretario di Stato, tentò di fargli cambiare idea. Stone rifiutò di abbandonare le proprie convinzioni e fu rinchiuso nella Torre di Londra, dove rimase dal dicembre 1538 all'ottobre 1539. In quel mese, infatti, fu portato a Canterbury per essere processato. L'accusa era di alto tradimento e Stone fu ritenuto colpevole e condannato a morte senza possibilità d'appello. La sentenza fu annunciata il 6 dicembre ma non fu eseguita prima del 27 del mese, per poter essere vista dal numero più elevato di persone possibile. Fu scelta infatti la data prevista per la visita a Canterbury di Anne di Cleves, futura quarta moglie di Enrico VIII. In più il luogo dell'esecuzione fu cambiato da Holloway, dove esisteva una forca permanente, ad un sito più suggestivo: la collina ora chiamata Dane John. Stone fu impiccato, sventrato e squartato, le sue viscere e il suo cuore furono gettati nel fuoco e la sua testa mozzata venne esposta all'ingresso della città.

## Culto
Morto in concetto di santità, pochi decenni dopo Papa Gregorio XIII commissionò un suo ritratto per il Collegio Inglese di Roma.
 Stone fu beatificato da Leone XIII il 9 dicembre 1886 e fu canonizzato da Paolo VI il 25 ottobre 1970 nel novero dei Santi quaranta martiri di Inghilterra e Galles.